# Tau (film)
Pour les articles homonymes, voir Tau et Tau (homonymie).
Pour plus de détails, voir Fiche technique et Distribution.
Tau est un thriller de science-fiction américain réalisé par Federico D'Alessandro, sorti en 2018. Il s’agit de son premier long métrage.

## Synopsis
Kidnappée par un inventeur qui a fait d'elle un cobaye pour perfectionner son IA, une jeune femme débrouillarde essaie de s'échapper de sa prison high-tech.

## Fiche technique
- Titre original et français : Tau
- Réalisation : Federico D'Alessandro
- Scénario : Noga Landau
- Direction artistique : Miljen Kreka Kljakovic
- Décors : Jasna Dragovic
- Costumes : Momirka Bailovic
- Photographie : Larry Smith
- Montage : Scott Chestnut
- Musique : Bear McCreary
- Production : Russell Ackerman, Terry Dougas, David S. Goyer, Paul Kasidokostas Latsis, John Schoenfelder et Kevin Turen
- Sociétés de production : Addictive Pictures, Kaos Theory Entertainment, Phantom 4 Films, Rhea Films et Waypoint Entertainment
- Société de distribution : Netflix
- Pays d’origine :  États-Unis
- Langue originale : anglais
- Format : couleur
- Genre : thriller fantastique
- Durée : 97 minutes
- Date de sortie : 29 juin 2018 sur Netflix

## Distribution
- Maika Monroe (VF : Émilie Rault) : Julia, Sujet 3
- Ed Skrein (VF : Eric Daries) : Alex
- Gary Oldman (VF : Gabriel Le Doze) : Tau
- Fiston Barek (VF : Mohamed Sanou) : Sujet 2
- Ivana Zivkovic : Sujet 1
- Sharon D. Clarke : Queenpin
- Ian Virgo : le gars de la fête

## Production
En mai 2016, Maika Monroe et Ed Skrein participent au générique du premier long métrage de Federico D'Alessandro, avec David S. Goyer, Kevin Turen, Russell Ackerman et John Schoenfelder comme producteurs tandis que Ken Kao, Dan Kao et Luc Étienne en producteurs délégués. En août 2016, les productions Rhea Films et Hercules Film Fund pourraient produire ce film.
En novembre 2017, Netflix acquiert les droits de distribution.

## Accueil
Tau sort le 29 juin 2018 sur Netflix.